# أفعويات الذيل
أفعويات الذيل (الاسم العلمي: Echiuroinea) هي رتبة من الحلقيات تتبع طائفة أفعويات الذيل وأشباهها.

## التصنيف
- فصيلة نظيرات أفعوية الذيل
  - أفعوية الذيل
- فصيلة البونيليات
  - البونيلية